# Alokacija
Alokacija (francosko allocation) je področje ekonomije, ki se ukvarja z odobritvijo, dajanjem pravice do uporabe, nabave česa (npr. blaga, deviz,...) oz. z razporeditvijo surovin oz. sredstev, za povečanje učinkovitosti.